# List do matki
List do matki (jid. A briwełe der Mamen) – polsko-amerykański film fabularny z 1938 roku w języku jidysz, oparty na utworze Mendela Osherowitza.

## Treść
Józef Green, który przebywał wiele lat w USA, w filmie A briwełe der mamen starał się przenieść na polski grunt elementy podobające się widzom amerykańskim. Akcja rozpoczyna się w małym galicyjskim miasteczku przed I wojną światową. Dawid Berdyczowski, ojciec cierpiącej nędzę i skonfliktowanej rodziny, ucieka do Ameryki w poszukiwaniu zarobku. Po różnego rodzaju perypetiach rodzina ma szansę na ponowne złączenie. Spajającym całość motywem jest chasydzka melodia, symbolizująca tradycję, od której nie sposób się odciąć.

## Obsada
- Lucy German – jako Debora, matka
- Aleksander Stein – jako Dawid Berdyczewski, ojciec
- Icchak Grudberg – jako Meir, starszy syn
- Edward Sternbach – jako Aron, syn, śpiewak Berd
- Gertrud Bullman – jako Miriam, córka
- Maks Bożyk – jako krawiec Szymon
- Chana Lewin – jako Małka, żona Szymona
- Mischa German – jako dyrektor biura
- Symcha Fostel – jako kantor
- Samuel Landau
- Leon Kaswiner